# Gardens of Grief
Gardens of Grief è un EP della melodic death metal band svedese At the Gates pubblicato la prima volta nel maggio 1991. Questo EP è stato poi pubblicato nuovamente dalla Black Sun Records nel 1995 e un'altra volta ancora nel 2004 dalla Blackened Records. L'EP è stato anche ripubblicato in uno split CD coi Grotesque intitolato In the Embrace of Evil.
La ristampa dell'EP aveva all'interno della confezione la scritta "Tomas vuole dedicare il testo della canzone At The Gates alla memoria di Per Ohlin ..R.I.P...", cantante delle band Mayhem e Morbid che si suicidò nell'aprile 1991.

## Tracce
1. Souls of the Evil Departed – 3:34
2. At the Gates – 5:22
3. All Life Ends – 6:10
4. City of Screaming Statues – 4:46

## Formazione
- Anders Björler - chitarra
- Jonas Björler - basso
- Adrian Erlandsson - batteria
- Alf Svensson - chitarra
- Tomas Lindberg - voce